# 圣地亚哥·索拉里
圣地亚哥·索拉里（Santiago Hernán Solari，1976年10月7日—），已退役阿根廷足球運動員，司職中場。

## 生平
蘇拿利出身於阿根廷球會紐維爾舊生，曾效力當地班霸河床。1998年他轉赴西班牙加盟馬德里體育會，但不幸地，馬德里體育會於 2000 年護級失敗，降班收場。恰巧同市球會皇家馬德里看中蘇拿利，最終他以 350 萬美元轉會費加盟皇家馬德里。
蘇拿利在皇馬期間曾贏得多個冠軍，包括兩次西甲聯賽冠軍和一次歐洲聯賽冠軍盃。由於皇馬陣中球星眾多，縱然他的球技很好，但他的星味確實與陣中其他名氣大的球星比下去，即使蘇拿利表現再好，也不能打入球隊的主力陣容，蘇拿利長時間都只能擔任後備。直到 2003 - 04 的球季，是蘇拿利上陣次數最多的一年，雖然皇家馬德里在該季未能取得任何錦標，但他的優秀演出，令不少人對他的遭遇替他不值，當中意大利的國際米蘭亦有意接收他。2005 年，蘇拿利與皇馬續約 3 年，但他在球季結束後仍然決定離隊，轉投意甲球會國際米蘭。
國際米蘭收購蘇拿利的原意是為了加強球隊的側擊力，可是他轉到意甲後的表現並不像皇馬時代一樣好，加上國際米蘭球星如雲，蘇拿利始終都不是正選，兩季多以來只上陣過近 40 場比賽。
由於蘇拿利長期當後備，他入選國家隊的次數也不多，目前他代表阿根廷國家隊上陣過 9 次。
2018年10月29日，皇家马德里战绩不佳，俱乐部宣布解除与主教练洛佩特吉的合同，由皇家马德里二队主帅索拉里暂时接任一队主帅一职，11月12日坐正。随着国王杯和欧冠都被淘汰出局，尤其欧冠主场对阵阿贾克斯比赛中1-4不敌对手遭到淘汰，使得索拉里担任皇马教练为期仅4个半月后的2019年3月11日，皇马俱乐部官方就宣布索拉里下课。

## 軼聞
蘇拿利乃阿根廷著名球星列當度的堂内弟。（列当度之妻是蘇拿利的堂姐Natalia，伯父佐治·蘇拿利的女儿）

## 榮譽
- 西班牙甲組聯賽冠軍 2001, 2003
- 西班牙超級盃冠軍 2001, 2003
- 歐洲聯賽冠軍盃冠軍 2002
- 歐洲超霸盃 2002